# Expedição 13
Expedição 13 foi uma missão de longa duração na Estação Espacial Internacional, realizada entre março e setembro de 2006. Dela participaram três astronautas e também contou com a presença, por nove dias, do primeiro astronauta brasileiro, Marcos Pontes. O alemão Thomas Reiter foi o primeiro não-russo e não-americano a participar de uma missão de longa duração na ISS.

## Tripulação
| Posição             | Tripulante       |                  |
| ------------------- | ---------------- | ---------------- |
| Comandante          | Pavel Vinogradov | Pavel Vinogradov |
| Engenheiro de voo 1 | Jeffrey Williams | Jeffrey Williams |
| Engenheiro de voo 2 | Thomas Reiter    | Thomas Reiter    |

## Missão
A expedição usou a Soyuz TMA-8 como veículo de lançamento, partindo de Baikonur em 30 de março de 2006 comandada por Vinogradov e com Williams e Pontes como engenheiros de voo. Durante nove dias dividiu a ISS com os integrantes da Expedição 12, os tripulantes da Soyuz TMA-7 Valery Tokarev e William McArthur, que ao final deste período retornaram trazendo com eles o brasileiro Pontes, que completou a Missão Centenário – cem anos do voo de Alberto Santos Dumont – acordo firmado entre a Agência Espacial Brasileira e a Roskosmos para levar um brasileiro ao espaço.
O alemão Reiter, da Agência Espacial Europeia, juntou-se a tripulação da Expedição em 13 de julho de 2006. Reiter chegou à estação a bordo do ônibus espacial Discovery (missão STS-121) que havia sido lançado em 4 de julho, tornando-se o primeiro astroonauta a participar de uma tripulação de longa-duração na ISS que não pertencia nem à NASA nem a Roskosmos. Sua chegada também reestabeleceu a primeira tripulação com três membros desde maio de 2003. A tripulação havia sido reduzida em decorrência do desastre com a Columbia em fevereiro de 2003. Após a partida de Williams e Vinogradov em setembro, Reiter ainda participou da Expedição 14 retornando na Discovery, missão STS-116, permanecendo no espaço por 171 dias.
Duas atividades extraveiculares foram realizadas nesta missão. A primeira por Vinogradov e Williams em 1 de junho, onde os astronautas fizeram reparos numa válvula de escape da produtora de oxigênio Elektron da estação e recolheram experimentos científicos acoplados à extrutura externa. A segunda em 3 de agosto, com Williams e Reiter instalando diversos novos equipamentos e trocando uma antena GPS que estava com defeito.
Também estava previsto que um dos astronautas fizesse uma tacada de golfe no espaço, mas a atividade foi adiada para a expedição seguinte enquanto a NASA ainda avaliava os riscos da bola atingir alguma parte da estrutura externa.
Durante  os dias iniciais desta expedição uma potencial situação de emergência aconteceu quando o alarme de incêndio soou enquanto a tripulação dormia, o que poderia ser fatal. Após uma investigação foi descoberto que o alarme soou por um problema em seu sensor. Não era fogo.
A missão encerrou-se em 28 de setembro de 2006 com a partida de Williams e Vinogradov na Soyuz TMA-8, levando consigo a turista espacial Anousheh Ansari, que havia subido uma semana antes com a tripulação da Soyuz TMA-9, aterrizando em segurança nas estepes do Casaquistão.

## Galeria

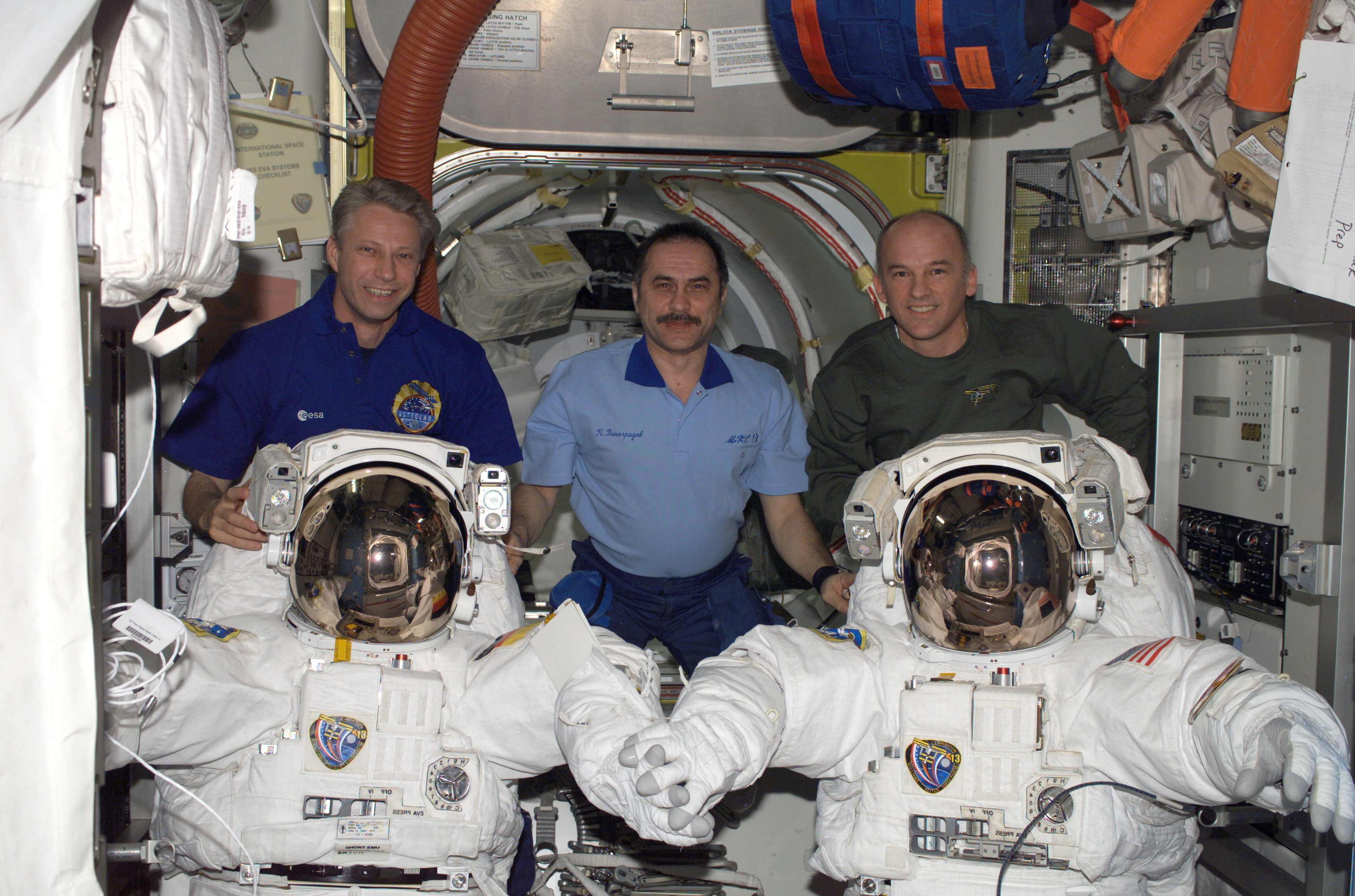
Tripulação posa com trajes espaciais para atividades extra-veiculares.
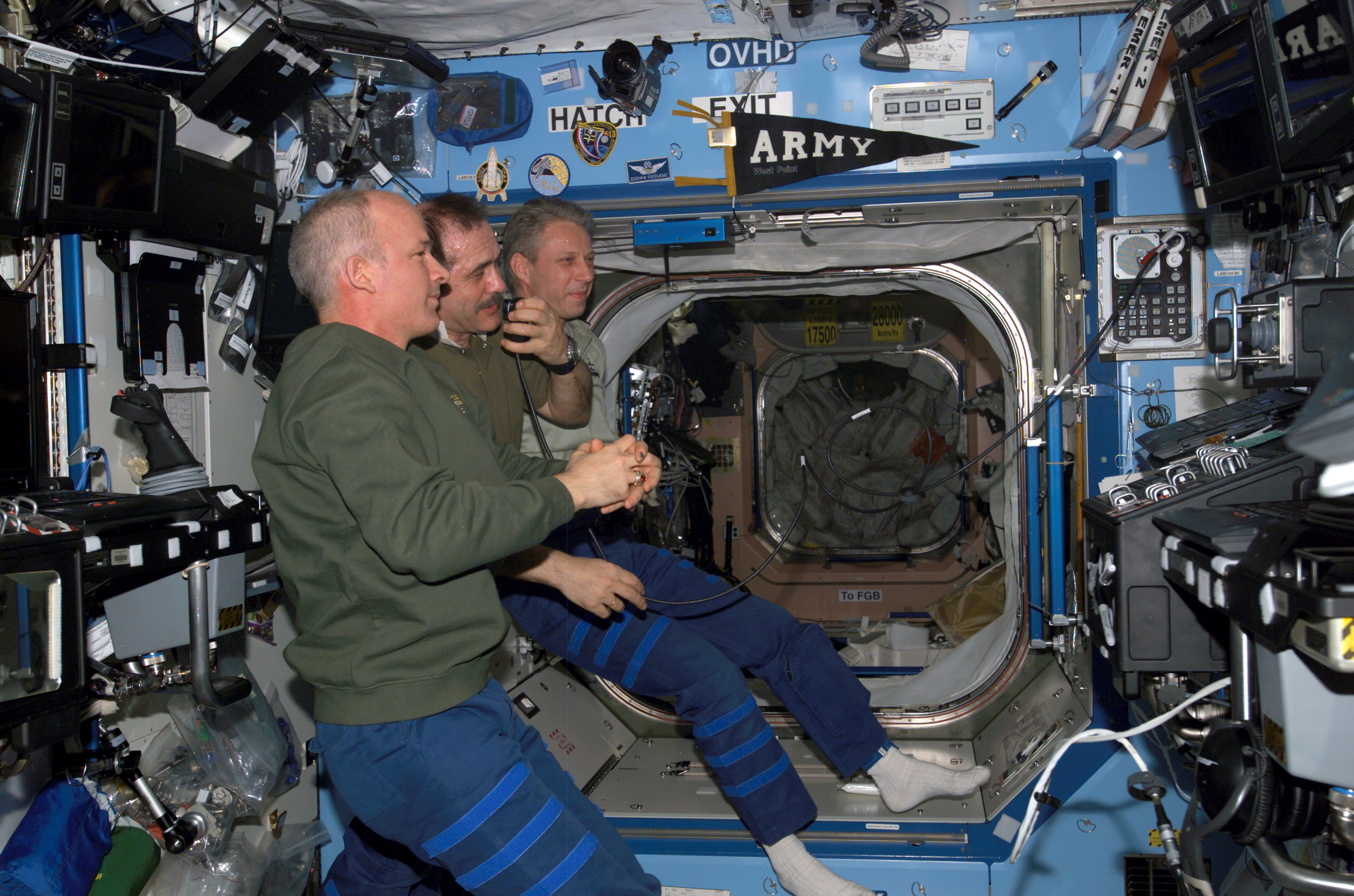
Tripulação participa de uma teleconferência com o Centro Espacial Johnson direto do módulo Destiny.
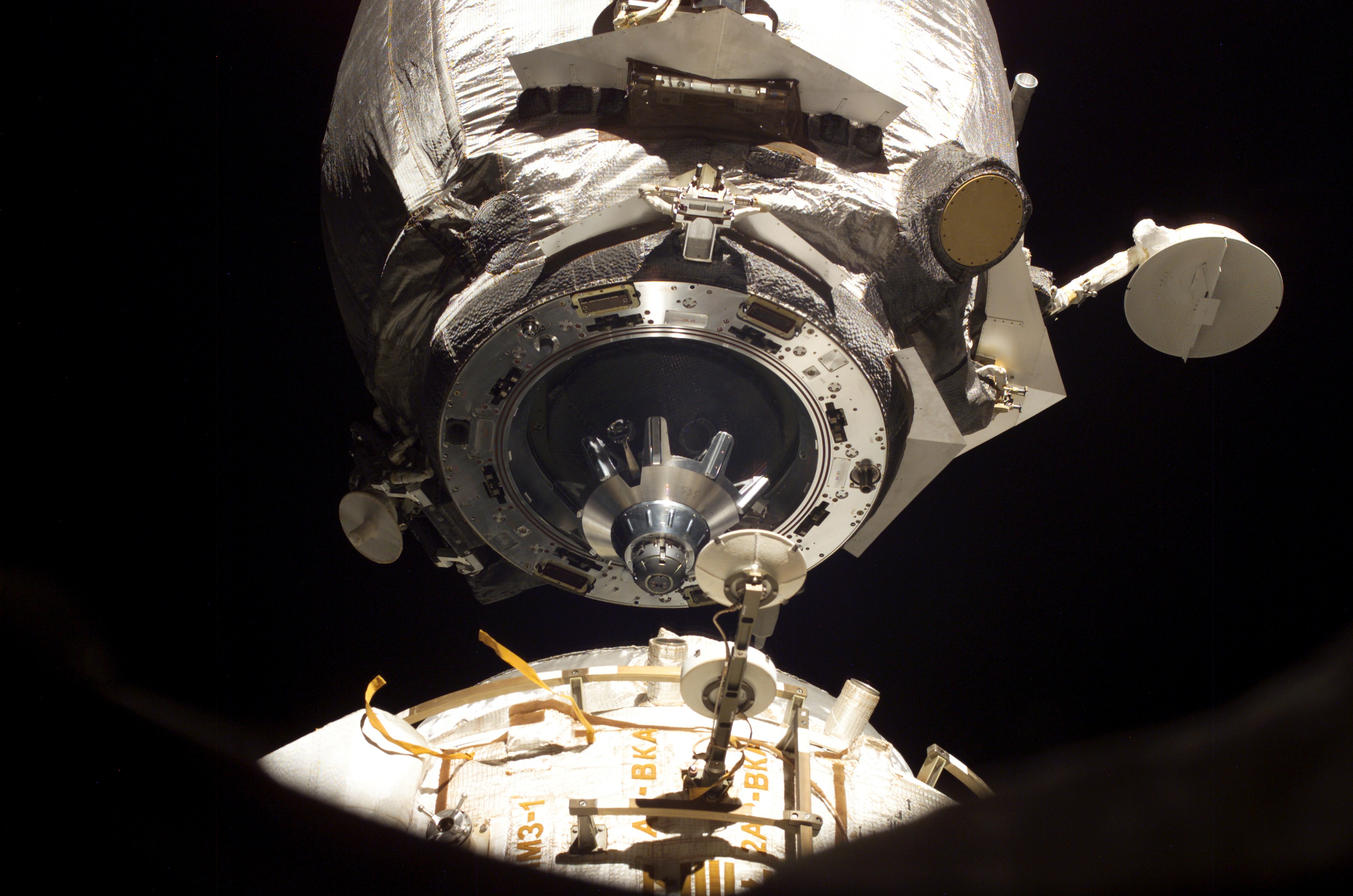
Nave não-tripulada Progress acoplando na ISS durante a Expedição.
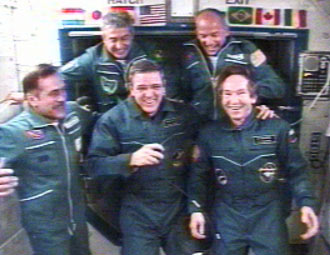
Na transição entre as Expedições 12 e 13, os quatro tripulantes mais o brasileiro Marcos Pontes no módulo Destiny.
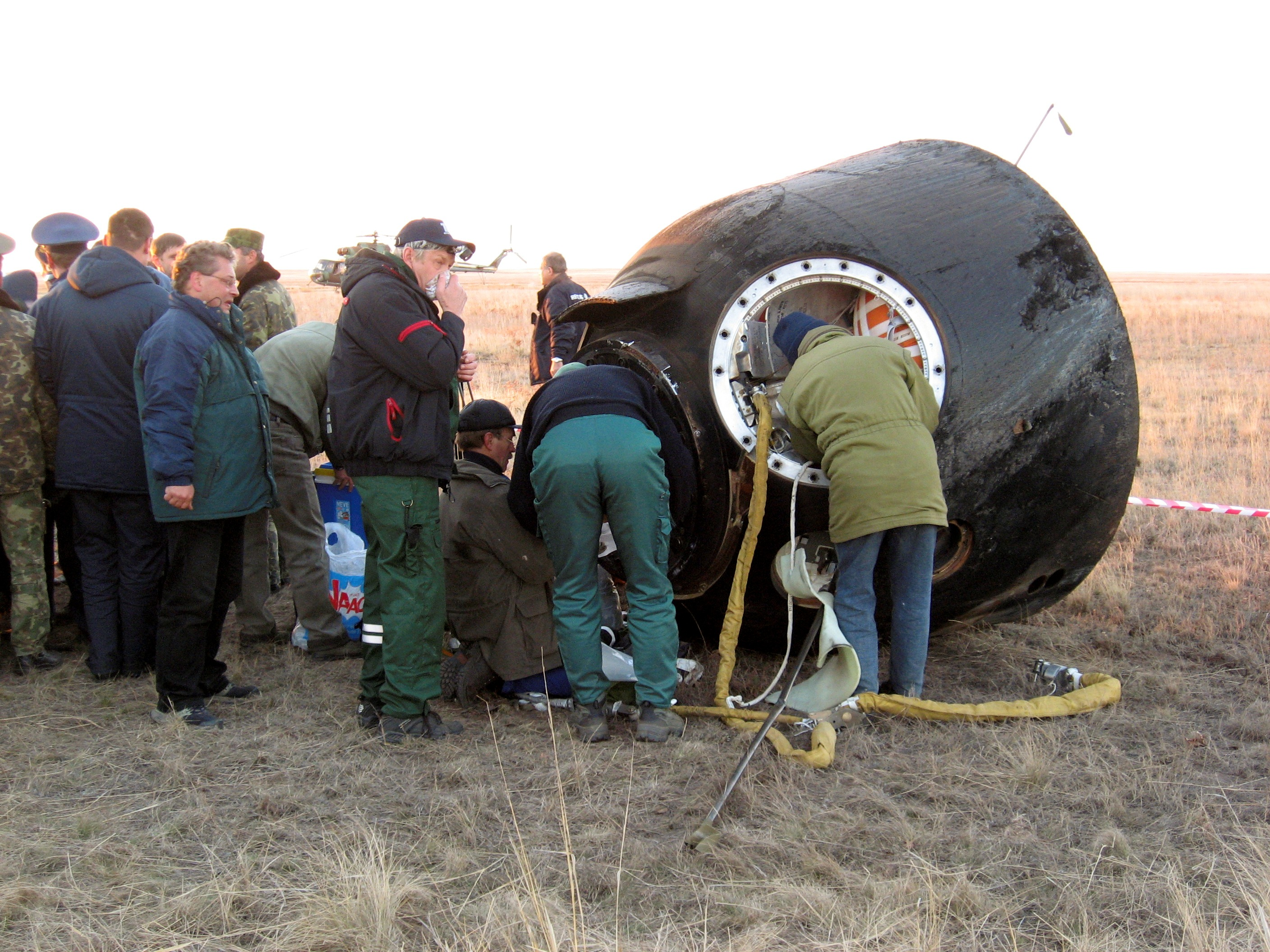
Soyuz TMA-8 pousa no Casaquistão retornando à Terra os integrantes da missão.